# Emotional Rescue (chanson)
Singles de The Rolling Stones
Respectable
(1978) She's So Cold
(1980)
Singles américains des Rolling Stones
Shattered
(1978) She's So Cold
(1980)
Clip vidéo
[vidéo] « Emotional Rescue », sur YouTube
Pistes de Emotional Rescue
Down in the Hole
(7) She's So Cold
(9)
Emotional Rescue est une chanson du groupe de rock britannique The Rolling Stones, parue le 20 juin 1980 sur l'album homonyme et en single. Écrit par Mick Jagger et Keith Richards, le single se classe dans le top 10 dans plusieurs pays, dont le Royaume-Uni (9e) et les États-Unis (3e).

## Historique
Enregistrée entre juin et octobre 1979, Emotional Rescue est une chanson qui présente une forte influence disco, similaire au hit du groupe Miss You. C'est aussi l'une des premières chansons du groupe à montrer les divergences musicales croissantes entre Jagger et Richards. Bien que Richards ait joué de la guitare et ajouté des chœurs vers la fin du morceau, il était visiblement mécontent de la direction que Jagger tentait de prendre au groupe avec une composition de style disco, bien que cela ait pu être exagéré par la presse et pour l'image rock de Richard.
Mick a composé la chanson sur un piano électrique et l'a chantée dans un fausset depuis le début (similaire à celui utilisé par Marvin Gaye sur son tube Got to Give It Up en 1977). Quand il l'a transformé en studio, ils ont gardé le piano et le fausset comme base. Avec Ronnie Wood à la basse et Charlie Watts à la batterie, ils retravaillent la chanson, ajoutant finalement le saxophone, joué par Bobby Keys. Le bassiste Bill Wyman joue du synthétiseur, tandis que Jagger et Ian Stewart jouent du piano électrique.
Jagger a dit que la chanson parle d'« une fille qui a un problème avec les hommes », non pas qu'elle devenait folle mais « elle se faisait avoir et a l'impression que c'est lui qui l'aide ».

## Parution et réception
Sorti en tant que premier single de l'album le 20 juin 1980, Emotional Rescue a été bien accueilli par certains fans, tandis que d'autres adeptes du travail des Rolling Stones ont été déçus par ce changement de direction. Se classant à la 9e place au Royaume-Uni et à la 3e aux États-Unis, Emotional Rescue est devenue une chanson à succès suffisante pour figurer sur tous les albums de compilation ultérieurs du groupe.

## En concert
Malgré de nombreuses tournées depuis la sortie de la chanson en 1980, les Stones n'avaient jamais interprété la chanson en concert jusqu'au 3 mai 2013, 33 ans après sa sortie, lorsqu'ils l'ont incluse dans la setlist lors d'un concert de la tournée 50 and Counting, à Los Angeles, en Californie.

## Clip vidéo
Deux vidéos ont été produites pour promouvoir le single ; une prise de vue de manière traditionnelle et une autre utilisant l'imagerie thermique.

## Personnel
Crédités :
- Mick Jagger : chant, piano électrique
- Keith Richards : guitare, chœurs
- Ronnie Wood : basse
- Bill Wyman : synthétiseur
- Charlie Watts : batterie
- Ian Stewart : claviers
- Bobby Keys : saxophone

## Classements
| Classements (1980)                     | Meilleure position |
| -------------------------------------- | ------------------ |
| Allemagne (Media Control AG)           | 15                 |
| Autriche (Ö3 Austria Top 40)           | 9                  |
| Belgique (Flandre Ultratop 50 Singles) | 16                 |
| États-Unis (Billboard Hot 100)         | 3                  |
| Nouvelle-Zélande (RMNZ)                | 16                 |
| Pays-Bas (Single Top 100)              | 5                  |
| Royaume-Uni (UK Singles Chart)         | 9                  |
| Suisse (Schweizer Hitparade)           | 11                 |